# Ivanóc (Horvátország)
Ivanóc (horvátul: Stari Jankovci, szerbül: Стари Јанковци) falu és község Horvátországban Vukovár-Szerém megyében.

## Fekvése, éghajlata
Vukovártól 12 km-re délnyugatra, Vinkovcétól 8 km-re délkeletre, a Nyugat-Szerémségben, az enyhén hullámos Vukovári löszsíkság déli peremének és a Báza síkjának a találkozásánál fekszik. A község területén a domináns Báza folyó mellett más nagyobb vízfolyások is vannak: a Savak, a Vidor, a Gatina és a Selo-Bosut. Az éghajlat mérsékelten kontinentális, forró nyarakkal és viszonylag hideg telekkel. Eső nélküli száraz nyarak gyakran negatív következményekkel járnak a mezőgazdasági terméshozamokra, különösen a kukoricára. A község területe 9517 hektár (95,2 km2), mely a megye teljes területének 4%-át teszi ki.

## A község települései
A községhez Ivanócon kívül Újjankovce (Novi Jankovci), Szlakóc (Slakovci), Orolik és Laze (Srijemske Laze) települések tartoznak.

## Története
A régészeti leletek tanúsága szerint területe már az őskorban lakott volt. Az Ivanóc és Szegfalu között található „Jankovačka Dubrava-Tumuli” lelőhelyen négy, mintegy 8 méter magas és 50 méter átmérőjű halomsír található, melyeket súlyosan megsértett a szántóföldi művelés. A halomsírok a középső bronzkortól a korai vaskorig terjedő időszakból származnak és másodlagosan a római korban is használták őket. 1978-ban végeztek régészeti feltárást a Gatina-patak keleti partja felett emelkedő platón, ahol a vaskori La Tène-kultúrához tartozó leletek és gazdag mellékletekkel ellátott kora középkori sírokat találtak. A legjelentősebb lelet a 7. század végétől a 8. század közepéig terjedő időszakra datált avar lovassír volt.
A település már a középkorban is létezett. A község hivatalos oldala első írásos említését az 1333 és 1335 között kelt pápai tizedjegyzékhez köti, ahol hat alkalommal is említenek „Jenke”, „Denche”, „Henke”, „Jenka” változatokban egy plébániát és Benedek nevű papját. A 14. században vásáros hely volt. Csánki Dezső szerint ez a Jenke a mai Boró és Pacsinta között feküdt, bizonytalanul a Pacsinta melletti egykori Jendek pusztával azonosítja. Ő a mai Stari Jankovcit az 1435-ben felbukkanó „Iwanowch” nevű faluval azonosítja, mely ekkor Hermanvárához tartozott. Alsáni Gergely fia János és felesége Klára asszony ekkor ruházzák át Hermanvárát nagy terjedelmű uradalmával együtt Tallóci Matkó dalmát-horvát-szlavón bánra és testvéreire. 
A török 1526-ban, Valkóvár eleste után foglalta el ezt a vidéket, mely csak 1691-ben szabadult fel végleg uralma alól. A hagyomány szerint Ivanócon akkoriban muszlimok laktak, valószínűleg kereskedők és kézművesek, akiknek saját mecsetük is volt. Lehet, hogy a korábbi plébániatemplomot mecsetté alakították át, ahogyan a török azt másutt is megtette. A településen a török uralom alatt is állt egy Szent Györgynek szentelt katolikus templom. A plébániához kilenc szomszédos falu tartozott, amelyek közül négy még ma is létezik. Szakemberek becslése szerint a török korszakban Ivanócnak 500–600 lakosa lehetett. Pietro Masarechi, aki a pápa szerémi és szlavóniai legátusa volt 1623-ban arról számol be, hogy az itteni plébániának mintegy 3000 híve van. 1680 körül Ivanócon körülbelül 60 katolikus ház volt, amelyekben katolikus horvátok laktak, akik nem menekültek el még az 1687 és 1691 között dúló felszabadító háború során sem, mert menedéket leltek a környező erdőkben. A falu lakossága a török kiűzése után tovább növekedett, mert sok környékbeli falu lakói költöztek ide. A 18. század elején Ivanócnak már 110 családja volt. Az akkori egyházi nyilvántartásokból kiderül, hogy 16 család Bácskából, 6 Boszniából és kettő Horvátország más részéről települt ide. A ferencesek újjáépítették a katolikus plébániát, amelyhez ekkor két szomszédos falu tartozott. 1708-ban Matej Timišvarac volt a plébános. Ezt követően a település egy ideig a vukovári plébániához tartozott, amelyet szintén a ferencesek vezettek. 1750-ben átszervezték az ivanóci plébániát, amelyhez négy falu tartozott.
Bacsics Gábor prépost, aki Pécsről 1729-ben érkezett vizitációra arról számol be, hogy a faluban van egy templom, amelyet Szent Györgynek szenteltek és amelyet a török időkben a katolikusok építettek, de mostanra láthatóan tönkrement. Régebben 3 oltár volt benne, de most nincs oltár, nincs istentisztelet, a hívek pedig vasárnap Vukovárra vagy Szlakovcére járnak misére. 1729-ben a prépost 464 római katolikus lakót talált a településen. Az 1754-es egyházlátogatás alkalmával megemlítenek egy fából készült templomot a falu végén a temetőben, amelyet a Nagyboldogasszony tiszteletére szenteltek. A falu 1945-ig a vukovári uradalom része volt és lakói soha nem voltak határőrök. 1778-ban az akkori kegyúr Eltz gróf költségén felépítették a mai Nagyboldogasszony plébániatemplomot. 1843-ban nyílt meg itt az első népiskola, ahol a tanító 28 fiút és 20 lányt tanított.
Az első katonai felmérés térképén „Alt Jankovcze” néven található. Lipszky János 1808-ban Budán kiadott repertóriumában „Jankovcze (Sztare)” néven szerepel. Nagy Lajos 1829-ben kiadott művében „Jankovcze (Sztare)” néven 101 házzal, 556 katolikus és 31 ortodox vallású lakossal találjuk.
A településnek 1857-ben 1793, 1910-ben 2022 lakosa volt. Szerém vármegye Vukovári járásához tartozott. Az 1910-es népszámlálás adatai szerint lakosságának 58%-a magyar, 22%-a német, 15%-a horvát, 4%-a ruszin, 1%-a szerb anyanyelvű volt. A település az első világháború után az új szerb-horvát-szlovén állam, majd később (1929-ben) Jugoszlávia része lett. 1941 és 1945 a Független Horvát Államhoz tartozott, majd a szocialista Jugoszlávia fennhatósága alá került. A második világháború végén a német lakosság nagy része elmenekült a partizánok elől. Az itt maradtakat a kommunista hatóságok kollektív háborús bűnösökké nyilvánították, minden vagyonuktól megfosztották és munkatáborba zárták. Az életben maradtakat később Németországba és Ausztriába telepítették ki. 1946-ban az ország más részeiről, szállítottak ide szerb és horvát családokat, akik megkapták az elűzött németek házait. A település 1991-től a független Horvátország része. 1991-ben lakosságának 61%-a horvát, 17%-a magyar, 14%-a szerb, 3%-a jugoszláv nemzetiségű volt. A településnek 2011-ben 1649 lakosa volt.

## Népessége
| Lakosság változása | Lakosság változása | Lakosság változása | Lakosság változása | Lakosság változása | Lakosság változása | Lakosság változása | Lakosság változása | Lakosság változása | Lakosság változása | Lakosság változása | Lakosság változása | Lakosság változása | Lakosság változása | Lakosság változása | Lakosság változása |
| ------------------ | ------------------ | ------------------ | ------------------ | ------------------ | ------------------ | ------------------ | ------------------ | ------------------ | ------------------ | ------------------ | ------------------ | ------------------ | ------------------ | ------------------ | ------------------ |
| 1857               | 1869               | 1880               | 1890               | 1900               | 1910               | 1921               | 1931               | 1948               | 1953               | 1961               | 1971               | 1981               | 1991               | 2001               | 2011               |
| 594                | 948                | 1.008              | 1.189              | 1.277              | 1.203              | 1.187              | 1.271              | 1.350              | 1.392              | 1.588              | 1.887              | 1.938              | 2.063              | 1.769              | 1.429              |

## Gazdaság
A helyi gazdaság alapja a mezőgazdaság, amely a teljes terület 65,3%-ával rendelkezik. Ennek 97%-a szántóföld és kert. A szerb megszállás és a honvédő háború eredményeként manapság a mezőgazdasági földterületek egy kisebb részét az aknamezők miatt nem lehet megművelni. Ez az övezet a településtől délre, a Bosut mentén lévő erdőterület szélén fekszik, teljes területe mintegy 600 hektár, ami a mezőgazdasági területnek mintegy 10%-át teszi ki.
A PZ „Jankovci” egyike az ország legsikeresebb mezőgazdasági szövetkezeteinek.  

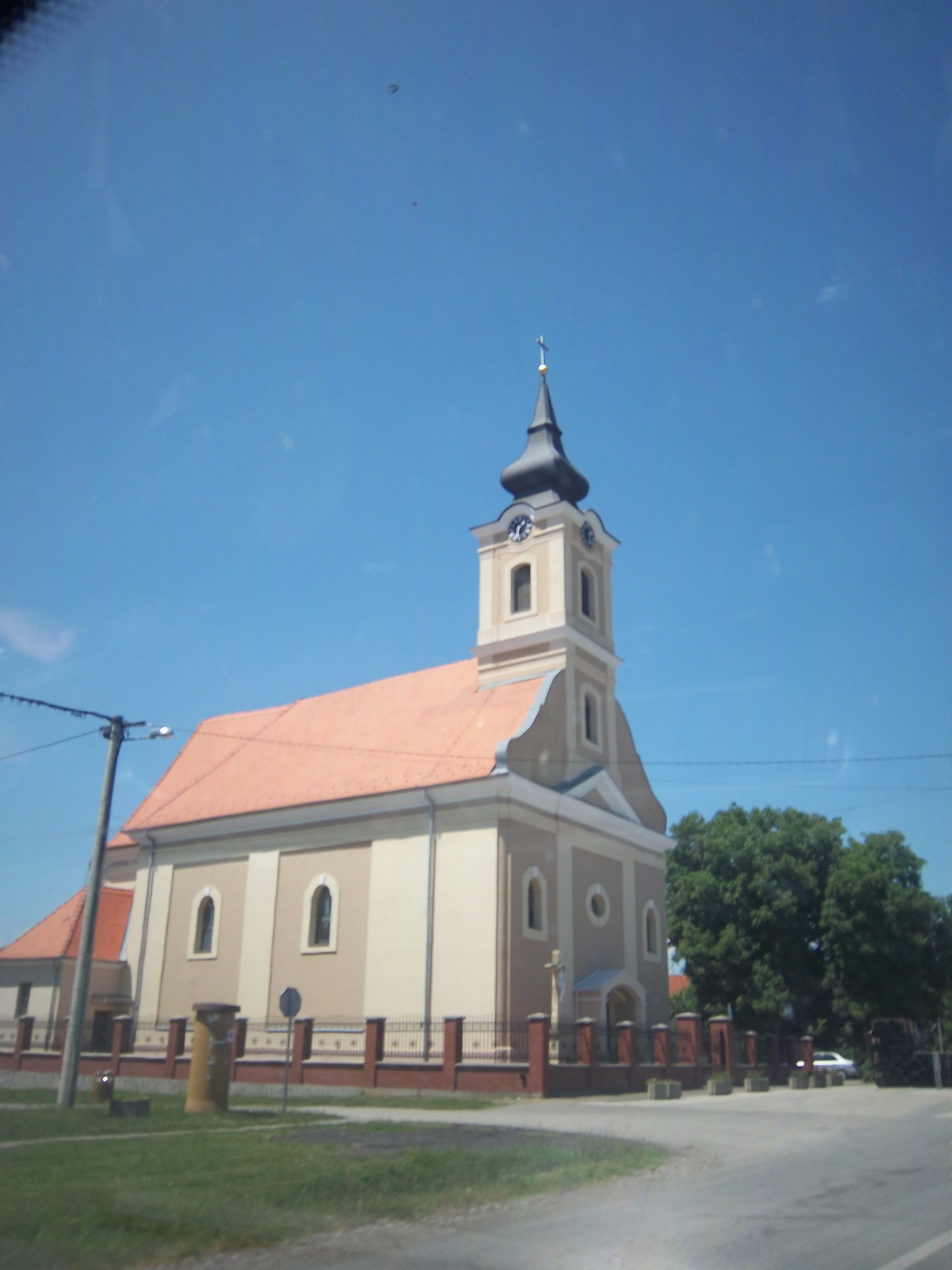
A Nagyboldogasszony plébániatemplom

## Nevezetességei
A Nagyboldogasszony tiszteletére szentelt római katolikus plébániatemploma 1778-ban épült a falu közepén, a régi fatemplom helyén. 1779. június 20-án szentelte fel Adžić diakovári püspök. Egyhajós épület, szűkebb, poligonális szentéllyel, az északi homlokzathoz csatlakozó sekrestyével és főhomlokzat felett emelkedő harangtoronnyal, csehsüveg boltozattal. A belső tér barokk-klasszicista stílusú. A főoltár Mária mennybevételét ábrázoló képe Jozef Franz Mücke festőművész munkája 1881-ből. A mellékoltárok Szent Györgynek és Szent Rókusnak vannak szentelve, mindkettő tiroli munka a 19. század végéről. 1991. szeptember 21-én kifosztották a megszálló szerb csapatok. Ebben az időszakban fegyver- és lőszerraktárnak használták. A templomot 2006-ban teljesen felújították.
A temetőben emléktábla található az 1991-es szerb agresszió során meggyilkolt civilek emlékére. Az emléktáblát 2006. július 10-én avatták fel az akkori miniszterelnök, Jadranka Kosor jelenlétében.
Védett kulturális emlék a Jelačić utca 33. szám alatti ház és udvarán található gazdasági épületek.

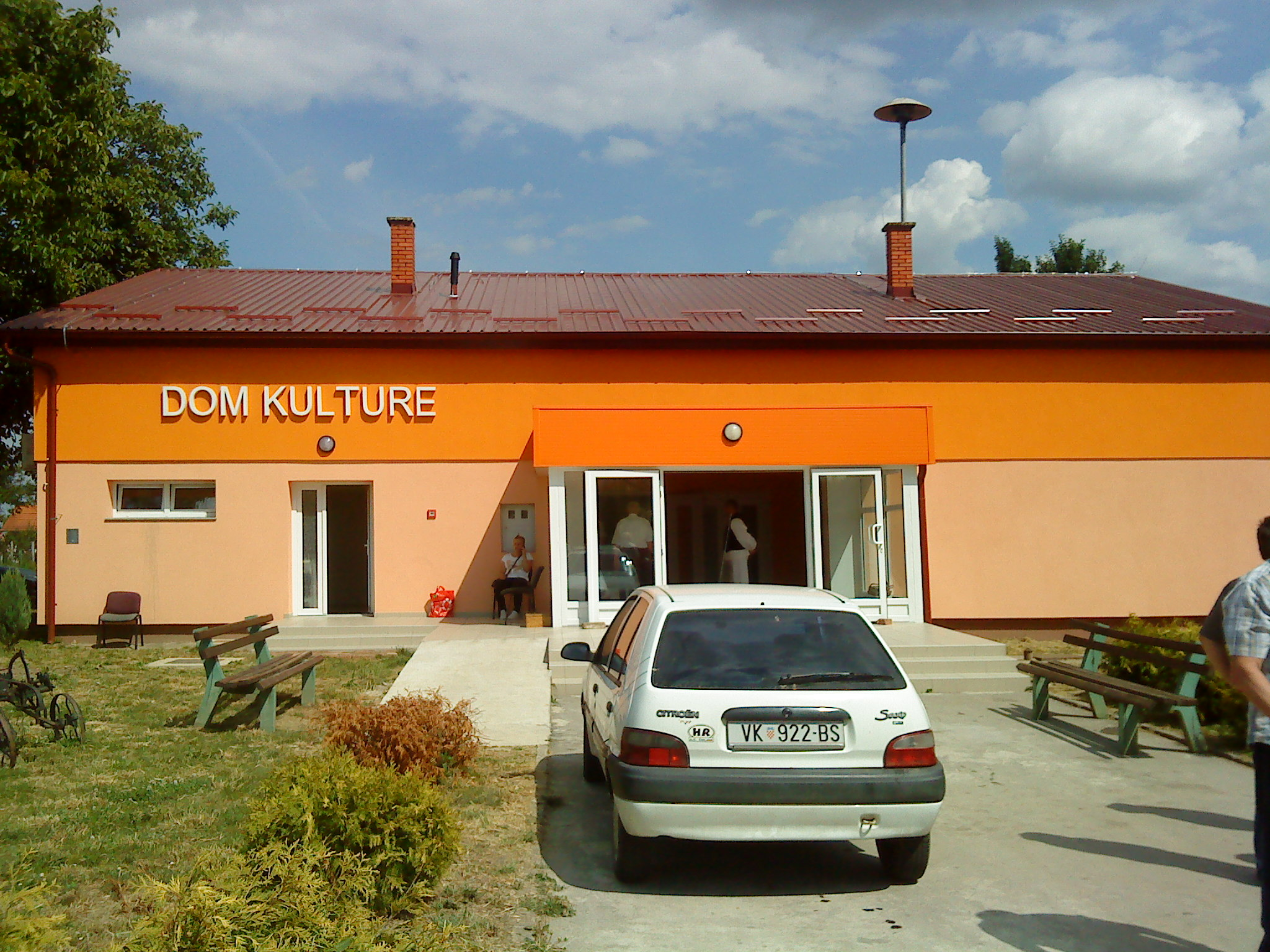
A kultúrház

## Kultúra
- A KUD „Jankovci” kulturális és művészeti egyesületet 1971-ben alapították. Azzal a céllal működik, hogy a horvát mellett ápolja a magyar nemzeti kisebbség hagyományait és kultúráját. A második világháború után a falunak aktív színjátszó csoportja volt, amely rövid darabokat adott elő. 1969-ben az általános iskolában bevezették a magyar nyelv oktatását és elindult a táncok szervezett tanulása. Két év után ez alakult KUD „Rózsa Sándor” egyesületté, majd tíz év után „Bratstva i jedinstva” névre nevezték át. Az egyesület sikeresen működött a horvátországi háború kezdetéig, amikor 1991-ben a nevét KUD „Jankovci”-ra változtatták. Az egyesület 1994-ben újította fel működését. Az első előadásuk 1994 szeptemberében volt a Vinkovci őszi fesztiválon. Azóta az egyesület elsősorban a fiatalabb tagokkal bővült ki. 1997-ben boszniai sokác műsorrésszel bővítették tradicionális magyar műsorukat. Az egyesület rendszeresen fellép a Vinkovci ősz és más fesztiválokon, kulturális rendezvényeken szerte az országban Újlaktól Dubrovnikig, valamint vendégként fellépett már Németországban, Ausztriában, Vajdaságban, Magyarországon és Bosznia-Hercegovinában is. 2001-ben megalapították a horvátországi nemzetiségi kisebbségek folklórszemléjét.[14]

- A magyar kulturális egyesület 2007 januárjában kezdte meg működését egy női kórus létrehozásával, amely ma is aktív. A női kórus tagjai különféle kulturális programokon, fesztiválokon vettek részt Horvátországban és Magyarországon. A kórus 20 tagból áll. A legnagyobb sikerük 2009-ben volt, amikor elnyerték az "Arany Diplomát" Siklós város kórusversenyén. 2007 szeptemberében kezdte meg működését 26 gyermekkel a "Bóbita" nevű játszószobájuk. Minden évben fellépnek az Ivanócon megrendezésre kerülő rendezvényeken. 2008-ban megalakult egy női folklórcsoport, amely ma is 15 taggal működik. A csoporthoz újabban férfi tagok is csatlakoztak, így már páros táncokat is adnak elő. 2009-ben gyermekkórusuk kezdte meg működését, mely 2010-ben "Aranydíjat" kapott a Novi Bezdanban zajló gyermek kórusversenyen. Ma az egyesület 30 felnőtt és 45 gyermek taggal rendelkezik.[15]

## Oktatás
Az iskola 1843-ban kezdte meg működését községi iskolaként. Kezdetben csak két helyiségből állt: az egyik az osztályterem, a másik a tanítói lakás volt. A gyermekek számának növekedése miatt 1884-ben a régi iskolaépületet lebontották és a helyiek saját forrásaiból újat építettek. Az új iskolaépület száz tanuló elhelyezésére volt képes és két olyan helyiséggel rendelkezett, amelyek a tanítói lakás részei voltak. 1874-ig három osztályos iskolaként működött egy tanítóval, majd négyosztályos iskola lett. Az iskola 1843-as megnyitása után mégcsak 16 diák vett részt az oktatásban, de a hallgatók száma folyamatosan növekedett és 1882-re 87-re nőtt. A hallgatók számának növekedése miatt felmerült annak szükségessége egy másik tanítót is alkalmazzanak. Az 1886/87-es tanévben az iskolába már 138 tanuló járt. Ugyanebben az évben épült meg a település gőzmalma, ami nagyon fontos volt a település fejlődése szempontjából. A Vinkovce - Mitrovica vasút 1891-es építésének befejezésével és a tanulók számának folyamatos növekedésével 1893-ban megkezdődött egy másik iskolaépület építése. Az 1893/94-es tanévre a tanulók száma 204-re nőtt, mire fel kellett venni egy másik tanárt. 

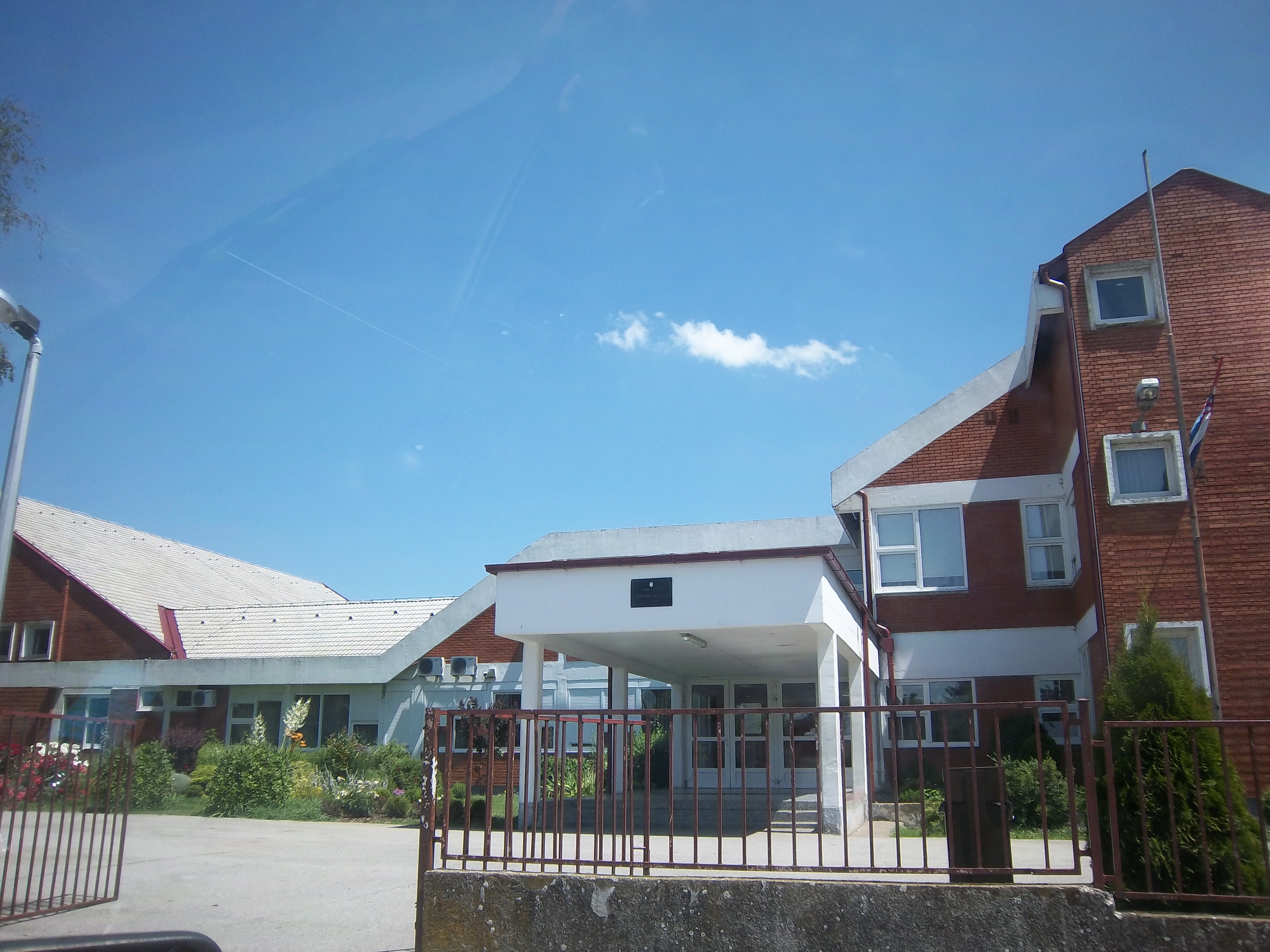
Az iskola épülete

Az 1900-as évben Tokos Ferenc tanító kezdeményezésére a magyar lakosság erőfeszítéseket tett a magyar nyelvű oktatás bevezetésére. Az 1904/05-ös tanévben megnyílt a magyar tannyelvű Julián iskola, majd a következő tanévben ez az iskola kétosztályosra bővült. Közben a községi iskolában csökkent a gyermekek száma, melyet azzal próbáltak ellensúlyozni, hogy a németeknek felajánlották a német nyelvű oktatást. 1911-ben az iskolaszék elrendelte a németeknek és a ruszinoknak, hogy küldjék gyermekeiket az általános iskolába, így a gyermekek száma megduplázódott. 1919-ben az új délszláv állam kormányának döntésével megszüntették a magyar tannyelvű Julián iskolát, így a községi iskolában a tanulók száma 137-re növekedett. 1925-ig az iskola alsófokú iskolaként működött, majd megkapta a Stari Jankovci Általános Iskola státuszt. 1929-ig kétosztályos iskolaként működött, egész napos képzéssel, majd megnyílt a harmadik és a negyedik osztály. Ezután a második világháború kezdetéig nem történt nagyobb változás. 1941-ben a németek beszüntették az iskola látogatását és a mali kraji részen új német tannyelvű iskolát alapítottak, mely a háború végéig működött. 
Amikor 1946/47-ben bevezették a hétéves iskolai végzésről szóló törvényt létrehozták az ötödik iskolai osztályt. Abban az időben az iskola mindössze három tanárt foglalkoztatott, akik 176 diákot képeztek. Ugyanebben a tanévben új iskolaépületet építettek a veliki kraji iskola udvarán. 1950 óta az Oktatási Minisztérium határozatával az intézmény fokozatosan áttért a kötelező nyolcéves oktatásra. Az 1951/52-es tanévtől a horvát nyelvű oktatás mellett bevezették a magyar nyelvű tanítást is. Az 1957/58-as tanévben az iskola megalapítása óta először kezdte meg a munkát nyolc osztállyal és hat tanárral. Az 1960/61-es tanévben az iskolához csatolták a novi jankovci általános iskolát. Az oktatás ekkor már 11 osztályban zajlott, összesen 434 tanulóval. Az 1975/76-os tanévben az iskola rekord számú tanulói létszámot ért el 579 fővel, akik 18 osztályban voltak elosztva. A nagy tanulói létszám miatt 1979-ben új iskola alapkövét rakták le, mely 1980. április 12-én nyílt meg. A horvátországi háború idején az oktatás szünetelt. A békés reintegráció 1998-as befejezésével megkezdődött az iskola rekonstrukciója. 1999 végén befejeződött az épület belső felújítása és a 2000/2001-es tanévben megindulhatott az iskolai munka. 2006-ban újra bevezették a magyar nyelvű oktatást. Ma három területi iskolája működik Orolik, Srijemske Laze és Novi Jankovci településeken.

## Sport
- Az NK HAŠK Sokol Stari Jankovci labdarúgóklub elődjét 1938-ban NK „Sremac” néven alapították. 1961-ben a helyi szerbek megalapították az „Omladinac” klubot és attól fogva az NK „Sremac” és a szerb klub között versengés alakult ki. Ez a rivalizmus a sport nélküli összetűzésekkel és a nemzeti intoleranciával zárult. Végül a kommunista hatóságok mindkét klubot megszüntették és NK „Sloga” néven új klubot alapítottak. 1991-ben mivel a helyi szerbek csatlakoztak a horvát állam elleni támadáshoz, a faluban a HDZ vezetése a horvát sportvezetőkkel egyetértésben a korábbi „Sloga” klub nevét NK „HAŠK” (Horvát Amatőr Sportklub) Stari Jankovci-ra változtatta. A klub 1994-ben nevezett az első osztályú megyei labdarúgó ligába, ahol 2000 óta folyamatosan szerepel.[17]

- Az ŠRU „Amur” sporthorgászklubot 1972-ben alapították. A klub ma mintegy 50 taggal rendelkezik.[18]

## Egyesületek
- Az LD „Jastreb” vadásztársaságot 1936-ban alapították és azóta folyamatosan működik. Vadászházukat 1991-ben építették. 2002 folyamán a rendszeres tevékenységein kívül a társaság folytatta a vadászházban és az agyaggalamb-lőtéren végzett munkát annak érdekében, hogy a lehető leghamarabb újra üzembe helyezzék őket. A 2011-es évben a társaság munkájának és tevékenységének elismeréseként fennállásának 75. évfordulója alkalmából „Arany plakettet” kapott a Horvát Vadászszövetségtől, emellett néhány vadászunk külön elismerést is kapott munkájáért. A társaság jelenleg mintegy 40 tagot számlál.[19]

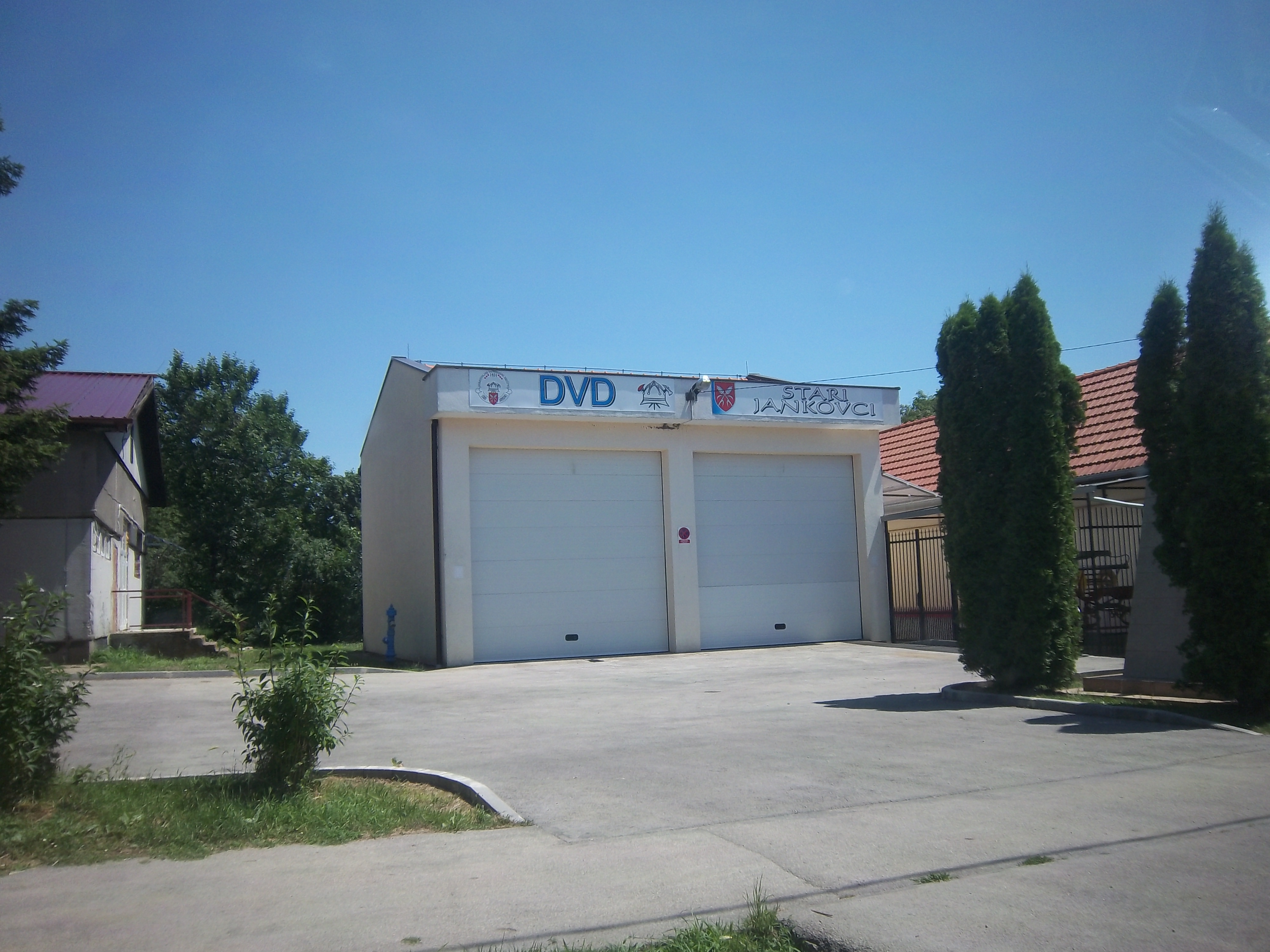
A tűzoltószerház

- A település önkéntes tűzoltó egyesületét 1931-ben alapították. Az egyesületnek 72 tagja van, melyből 47-en az idősebb, 25-en a fiatalabb korosztályhoz tartoznak.[20]

- A helyi nőszövetséget a 2001. február 7-én tartott alapító gyűlésen hozták létre. Az egyesület fő tevékenysége a nők egybegyűjtése az életminőség javítása érdekében. Az egyesület aktív közterületek rendezésében.[21]

- A „Feniks” ifjúsági klubot 2001-ben alapították. A klub a község fiataljait gyűjti össze a szocializáció, kreatív képességeik fejlesztése, tartalmas szabadidejük megtervezése érdekében. A klub aktív részvételt mutat a kulturális, humanitárius, környezetvédelmi, sport, szórakoztató, politikai és oktatási életben. Tagjai többször segítették a helyi folklórfesztivál szervezését. Segítik a zöldövezetek rendezését.[22]